# Skarżysko Kościelne
Pour la commune, voir Skarżysko Kościelne (gmina).
Skarżysko Kościelne est une localité polonaise, siège de la gmina de Skarżysko Kościelne, située dans le powiat de Skarżysko en voïvodie de Sainte-Croix.